# Alessandra Resende
Alessandra Nobre Resende (nascida em 5 de março de 1975) é uma arremessadora de dardo brasileira. Ela é bicampeã ibero-americana e quatro vezes sul-americana em sua categoria. Resende, porém, perdeu por pouco do pódio de medalhas quando ficou em quinto lugar na final dos Jogos Pan-Americanos de 2007, no Rio de Janeiro, com o melhor arremesso de 57,95 metros.
Aos 33 anos, Resende fez sua estreia olímpica nos Jogos Olímpicos de Verão de 2008, em Pequim, onde competiu no lançamento de dardo feminino. Ela jogou o dardo no campo a 56,53 metros, terminando em vigésimo sétimo no geral nas rodadas de qualificação.

## Recorde de competição
| Ano                    | Competição                                           | Local                   | Posição                | Evento                 | Notas                  |
| Representando o Brasil | Representando o Brasil                               | Representando o Brasil  | Representando o Brasil | Representando o Brasil | Representando o Brasil |
| ---------------------- | ---------------------------------------------------- | ----------------------- | ---------------------- | ---------------------- | ---------------------- |
| 1994                   | Campeonato Sul-Americano Júnior de Atletismo de 1994 | Santa Fé, Argentina     | 1a                     | Lançamento de dardo    | 52.52 m                |
| 1996                   | 1996 Ibero-American Championships in Athletics       | Medellín, Colômbia      | 8a                     | Lançamento de dardo    | 47.08 m                |
| 1997                   | Athletics at the 1997 Summer Universiade             | Medellín, Itália        | 10a                    | Lançamento de dardo    | 51.64 m                |
| 1998                   | 1998 Ibero-American Championships in Athletics       | Lisboa, Portugal        | 5a                     | Lançamento de dardo    | 45.99 m                |
| 1999                   | Campeonato Sul-Americano de Atletismo de 1999        | Bogotá, Colômbia        | 4a                     | Lançamento de dardo    | 54.34 m                |
| 2000                   | 2000 Ibero-American Championships in Athletics       | Rio de Janeiro, Brasil  | 5a                     | Lançamento de dardo    | 51.22 m                |
| 2001                   | Campeonato Sul-Americano de Atletismo de 2001        | Manaus, Brasil          | 2a                     | Lançamento de dardo    | 50.83 m                |
| 2002                   | 2002 Ibero-American Championships in Athletics       | Guatemala, Guatemala    | 5a                     | Lançamento de dardo    | 51.86 m                |
| 2003                   | Campeonato Sul-Americano de Atletismo de 2003        | Barquisimeto, Venezuela | 2a                     | Lançamento de dardo    | 57.01 m                |
| 2004                   | 2004 Ibero-American Championships in Athletics       | Huelva, Espanha         | 4a                     | Lançamento de dardo    | 55.23 m                |
| 2005                   | Campeonato Sul-Americano de Atletismo de 2005        | Cali, Colômbia          | 1a                     | Lançamento de dardo    | 56.06 m                |
| 2006                   | 2006 Ibero-American Championships in Athletics       | Ponce, Porto Rico       | 1a                     | Lançamento de dardo    | 55.12 m                |
| 2006                   | Campeonato Sul-Americano de Atletismo de 2006        | Tunja, Colômbia         | 1a                     | Lançamento de dardo    | 58.11 m                |
| 2007                   | Campeonato Sul-Americano de Atletismo de 2007        | São Paulo, Brasil       | 1a                     | Lançamento de dardo    | 57.75 m                |
| 2007                   | Atletismo nos Jogos Pan-Americanos de 2007           | Rio de Janeiro, Brasil  | 5a                     | Lançamento de dardo    | 57.95 m                |
| 2007                   | Campeonato Mundial de Atletismo de 2007              | Osaka, Japão            | 22a (q)                | Lançamento de dardo    | 56.42 m                |
| 2008                   | 2008 Ibero-American Championships in Athletics       | Iquique, Chile          | 1a                     | Lançamento de dardo    | 56.59 m                |
| 2008                   | Atletismo nos Jogos Olímpicos de Verão de 2008       | Pequim, China           | 27a (q)                | Lançamento de dardo    | 56.53 m                |
| 2009                   | Campeonato Sul-Americano de Atletismo de 2009        | Lima, Peru              | 1a                     | Lançamento de dardo    | 56.36 m                |
| 2011                   | Campeonato Sul-Americano de Atletismo de 2011        | Buenos Aires, Argentina | 3a                     | Lançamento de dardo    | 54.61 m                |